# Aigeiros balsamifera
Aigeiros balsamifera là một loài thực vật có hoa trong họ Liễu. Loài này được (L.) Lunell mô tả khoa học đầu tiên năm 1916.